# Stanislovas Buškevičius
Stanislovas Buškevičius (* 14. September 1958 in Kaunas) ist ein litauischer Politiker, stellvertretender Bürgermeister von Kaunas, Leiter der Partei Jaunoji Lietuva und ehemaliges Mitglied des Seimas.

## Leben
1977 absolvierte er das Studium am Politechnikum Kaunas und 1985 die Wirtschaftswissenschaften an der Vilniaus universitetas. Von 1979 bis 1987 war er Arbeiter, Ingenieur und Soziologe in Unternehmen in Kaunas, von 1988 bis 1990 unterrichtete er am Kauno medicinos institutas Politökonomie Westens. 1990 organisierte er den Abbau von kommunistischen Denkmälern für Vincas Mickevičius-Kapsukas, Felix Dserschinski und "Vier Kommunaren" in Kaunas.
Von 1996 bis 2000 und von 2000 bis 2004 war er Mitglied des Seimas, ausgewählt im Wahlbezirk  Nr. 15 in Kalniečiai als Vertreter von „Jaunoji Lietuva“. Von 1995 bis 1997, von 2007 bis 2011 und von 2011 bis 2014 war er Mitglied im Rat und stellvertretender Bürgermeister der Stadtgemeinde Kaunas.
Er ist verheiratet und mit Frau Jūratė hat er den Sohn Stasys Buškevičius (* 1980), Mitglied im Stadtrat Kaunas, und die Töchter Milda und Agnė.